# نوزومی تاکه‌ئوچی
نوزومی تاکه‌ئوچی (انگلیسی: Nozomi Takeuchi؛ زاده ۲۵ ژوئن ۱۹۸۰) یک بازیگر زن اهل ژاپن است.